# Parajulus zonatus
Parajulus zonatus är en mångfotingart som beskrevs av Charles Harvey Bollman 1887. Parajulus zonatus ingår i släktet Parajulus och familjen Parajulidae. Inga underarter finns listade i Catalogue of Life.